# Temulin
Temulin (von lateinisch „temulentum“, deutsch „berauscht“, „betrunken“) ist ein durch den Pilz Endoconidium temulentum synthetisiertes Lolinalkaloid. Der Pilz selbst lebt symbiontisch in den Samen des Süßgrases und Getreideunkrautes Taumellolch (Lolium temulentum). Der Taumellolch erfährt in dieser Symbiose einen gewissen Fraßschutz. Die von dem Pilz befallenen Grassamen können zu Mehlvergiftungen führen. Bei Verzehr entsprechender Backwaren treten bei Betroffenen vergiftungsartige Rausch- und Taumelzustände, die sogenannte Taumelkrankheit, ein. Es wurde später in Norlolin umbenannt.
Man sprach früher bei solchen Mehlvergiftungen von „Tollgerste“ und „Rauschgras“. Der Taumellolch (Lolium temulentum) ist seit altägyptischer Zeit als Getreideunkraut bekannt.

## Gewinnung und Darstellung
Temulin kann durch eine mehrstufige Synthese ausgehend von Divinylcarbinol gewonnen werden.